# 원가회계
원가회계(原價會計, 영어: cost accounting)란 제품의 정확한 원가정보를 생성하는 과정이다. 원가회계에서 생성된 원가정보는 재무회계와 관리회계에서 제품원가정보로 사용된다.

## 원가관리
근대적인 의미에서 원가관리(cost control)라 함은 표준원가를 설정하고 실제원가를 표준원가에 일치시켜 경영상의 낭비를 제거하는 것을 말한다. 원가관리의 본질은 원가상의 비능률을 발견하여 제거하는 것이다. 원래 원가관리는 작업기능이지 회계기능은 아니다. 마치 의사가 환자의 건강진단을 행하고 환부를 찾아내어 이를 제거시키고자 투약하거나 수술하는 것과 유사하다. 투약이나 수술에 의하여 병을 치료하는 것이 목적으로 건강진단이 이상개소(異常個所：환부)의 탐구(마치 원가계산 담당자의 기능에 해당된다)가 매우 중요하기는 하지만 결국 보조적인 구실을 하는 데 지나지 않는다. 이러한 보조적인 구실을 하는 원가계산(환언하면 원가관리를 위한 원가계산)은 다음의 3가지 기능을 갖는다.
① 책임자별 업적을 측정평가한다. ② 업적평가의 결과를 책임있는 경영관리자에게 보고한다. ③ 경영관리자가 개선조치를 강구한 후에 업적의 개선 정도를 본다.
여기에서 원가관리제도에 필요한 조건으로서 다음의 9가지를 들 수 있다. ① 경영의 기능적 책임구분에 의하여 원가부문을 설정한다. ② 유효한 업적평가를 위하여 표준원가를 설정한다. 이것은 예산설정과 꼭같이 기간계획(period planning)의 일부인 것이다. ③ 표준과 비교하여 실적을 측정할 수 있는 원가계산제도를 실시한다. ④ 표준원가와 실제원가의 차이를 산정한다. ⑤ 원가차이에 대한 원인분석 및 책임자분석을 행한다. ⑥ 경영자·경영관리자의 각 계층에 대해 표준으로 측정된 업적평가를 전달하기 위한 원가보고제도를 설치한다. ⑦ 원가보고에 의하여 개선조치를 강구한다. ⑧ 원가계산 담당자에게 경영관리자가 강구한 개선조치를 추적·조사할 권한이 부여되어야 한다. ⑨ 조직의 구성원은 원가의식(原價意識)이 투철하고, 생산성을 향상할 수 있도록 동기부여(motivation)되어야 한다.

## 같이 보기
- 관리회계
- 재무회계
- 세무회계